# (10823) Sakaguchi
(10823) Sakaguchi est un astéroïde de la ceinture principale.

## Description
(10823) Sakaguchi est un astéroïde de la ceinture principale. Il fut découvert le 16 septembre 1993 à Kitami par Kin Endate et Kazuro Watanabe. Il présente une orbite caractérisée par un demi-grand axe de 2,30 UA, une excentricité de 0,16 et une inclinaison de 4,5° par rapport à l'écliptique.

## Compléments